# Liga Mexicana de Béisbol 1964
La Temporada 1964 de la Liga Mexicana de Béisbol fue la edición número 40. Por segundo año consecutivo hubo una expansión en la liga, en esta ocasión de 7 a 8 equipos. El equipo de expansión fueron los Charros de Jalisco que no participaban desde la temporada de 1952. Se mantiene el sistema de  competencia con un rol corrido pero para esta temporada constaba de 140 juegos, el equipo con el mejor porcentaje de ganados y perdidos se coronaba campeón de la liga.
Los Diablos Rojos del México obtuvieron el segundo campeonato de su historia al terminar la temporada regular en primer lugar con marca de 82 ganados y 58 perdidos, con 3 juegos de ventaja sobre los Pericos de Puebla. El mánager campeón fue Tomás Herrera.

## Equipos participantes
| Liga Mexicana de Béisbol 1964 |           |                       |                       |           |
| Equipo                        | Fundación | Ciudad                | Estadio               | Capacidad |
| Broncos de Reynosa            | 1963      | Reynosa, Tamaulipas   | Adolfo López Mateos   | 10,000    |
| Charros de Jalisco            | 1946      | Guadalajara, Jalisco  | Tecnológico de la UDG | 4,000     |
| Diablos Rojos del México      | 1940      | México, D. F.         | Seguro Social         | 25,000    |
| Pericos de Puebla             | 1938      | Puebla, Puebla        | Ignacio Zaragoza      | 22,000    |
| Petroleros de Poza Rica       | 1958      | Poza Rica, Veracruz   | Jaime J. Merino       | 10,000    |
| Rojos del Águila de Veracruz  | 1903      | Veracruz, Veracruz    | Deportivo Veracruzano | 12,000    |
| Sultanes de Monterrey         | 1939      | Monterrey, Nuevo León | Cuauhtémoc            | 8,000     |
| Tigres Capitalinos            | 1955      | México, D. F.         | Seguro Social         | 25,000    |

## Posiciones
| Liga Mexicana de Béisbol | Liga Mexicana de Béisbol | Liga Mexicana de Béisbol | Liga Mexicana de Béisbol | Liga Mexicana de Béisbol |
| Equipo                   | JG                       | JP                       | PCT                      | JV                       |
| ------------------------ | ------------------------ | ------------------------ | ------------------------ | ------------------------ |
| México                   | 82                       | 58                       | .586                     | -                        |
| Puebla                   | 79                       | 61                       | .564                     | 3.0                      |
| Águila                   | 78                       | 62                       | .557                     | 4.0                      |
| Tigres                   | 76                       | 63                       | .547                     | 5.5                      |
| Poza Rica                | 70                       | 70                       | .500                     | 12.0                     |
| Monterrey                | 66                       | 74                       | .471                     | 16.0                     |
| Reynosa                  | 61                       | 79                       | .436                     | 21.0                     |
| Jalisco                  | 47                       | 92                       | .338                     | 34.5                     |

| Campeón de la Liga |

## Juego de Estrellas
Para el Juego de Estrellas de la LMB se realizaron dos ediciones entre las selecciones de Extranjeros y Mexicanos. El primer partido se llevó a cabo el 4 de junio en el Estadio Ignacio Zaragoza en Puebla, Puebla. La selección de Extranjeros se impuso a la selección de Mexicanos 3 carreras a 1.
El segundo juego se llevó a cabo el 27 de julio en el Estadio Tecnológico de la UDG en Guadalajara, Jalisco. La selección de Extranjeros se impuso a la selección de Mexicanos 5 carreras a 3.

## Designaciones
Se designó como novato del año a Elpidio Osuna de los Petroleros de Poza Rica.

## Acontecimientos relevantes
- 24 de marzo: Héctor Espino de los Sultanes de Monterrey conecta 3 home runs, uno por cada jardín, en el Parque del Seguro Social ante los Diablos Rojos del México.
- 20 de mayo: José Ramón López de los Sultanes de Monterrey, ponchó a 16 bateadores de los Diablos Rojos del México, en 7 entradas. De ellos, 9 fueron en forma consecutiva, imponiendo récord (aún vigente), y Ramón Arano, finalizó con esa cadena, al conectar hit en la sexta entrada.
- 30 de julio: Héctor Espino de los Sultanes de Monterrey conecta su jonrón 46 de la temporada, imponiendo récord, hasta entonces, convirtiéndose en el jugador mexicano en con más cuadrangulares en la historia.[2]